# Districts de Prague
La ville de Prague dispose d'une structure administrative à trois niveaux : le Magistrat de la Ville-Capitale de Prague, 57 districts municipaux, et 22 districts administratifs.
Tant l'administration de la ville (Magistrat) que les districts municipaux disposent d'un Conseil élu démocratiquement, ainsi que d'un maire. Le maire de la Ville-Capitale de Prague est connu sous le nom de "primátor".

## Échelons politiques et administratifs

### Magistrat de la Ville-Capitale de Prague
Le Magistrat de la Ville-Capitale de Prague (tchèque : Magistrát hlavního města Prahy) couvre l'ensemble du territoire pragois. Il est responsable pour les matières suivantes :
- les transports publics ;
- la collecte des déchets ;
- la police municipale ;
- la lutte contre les incendies ;
- le service des ambulances ;
- les activités culturelles ;
- la préservation des sites historiques ;
- le zoo de Prague ;
- et d'autres activités dont l'ampleur concerne l'ensemble de la ville.

### Districts municipaux
Depuis 1990, la ville est divisée en 56 (puis 57, depuis 1992) districts municipaux (tchèque : městské části) autonomes. Les districts municipaux sont responsables des matières suivantes :
- la propriété, la maintenance et parfois la vente relevant du domaine public, en particulier les logements sociaux ;
- la gestion des parcs et la protection de l'environnement ;
- l'équipement des écoles et des pompiers volontaires ;
- certaines activités sportives et culturelles ;
- les activités pour les personnes âgées ;
- certains programmes sociaux et de soins ;
- les cimetières ;
- et la collecte des honoraires pour les dog tags et autres.

### Districts administratifs
Depuis 2001, les 57 districts municipaux sont regroupés en 22 districts administratifs (tchèque : správní obvody) numérotés, à des fins gouvernementales. Dans chaque district administratif, un district municipal est responsable pour la fourniture de certains services destinés à l'ensemble du district administratif. Ces services comprennent la délivrance des permis de travail, des cartes d'identité et des passeports.
Le district municipal auquel incombe cette responsabilité partage son nom avec celui du district administratif auquel il appartient. Par exemple, le district municipal de Prague 19 fournit ces services pour les districts municipaux de Prague 19, Prague-Čakovice, Prague-Satalice et Prague-Vinoř : l'ensemble de ces districts municipaux sont dès lors regroupés dans le district administratif de "Prague 19". Un résident de Čakovice pourra s'adresser à l'administration de son quartier pour obtenir un dog tag, mais il devra se rendre dans le quartier de Kbely – où est logée l'administration de Prague 19 – pour obtenir une carte d'identité.

### Anciens districts et aires cadastrales
De 1960 à 1990, Prague était divisée en 10 districts. Ces districts sont toujours utilisés à des fins d'adressage et de transport, ou encore dans l'organisation des courts et tribunaux. En outre, les panneaux de rue indiquent également l'aire cadastrale (tchèque : katastrální území), laquelle présente généralement le nom d'une ancienne municipalité datant d'avant son intégration dans la ville de Prague. C'est pourquoi un panneau situé dans le quartier de Kbely sera intitulé "Praha 19-Kbely", et non "Praha 19".
Au quotidien, les habitants de Prague ont pour habitude d'utiliser le nom de l'aire cadastrale ou du district municipal de 1960 plutôt que celui du district d'après 1990.

## Tableau des districts administratifs et municipaux
| Districts administratifs | Districts municipaux        |
| ------------------------ | --------------------------- |
| Prague 1                 | Prague 1                    |
| Prague 2                 | Prague 2                    |
| Prague 3                 | Prague 3                    |
| Prague 4                 | Prague 4                    |
| Prague 4                 | Prague-Kunratice            |
| Prague 5                 | Prague 5                    |
| Prague 5                 | Prague-Slivenec             |
| Prague 6                 | Prague 6                    |
| Prague 6                 | Prague-Lysolage             |
| Prague 6                 | Prague-Nebušice             |
| Prague 6                 | Prague-Přední Kopanina      |
| Prague 6                 | Prague-Suchdol              |
| Prague 7                 | Prague 7                    |
| Prague 7                 | Prague-Troja                |
| Prague 8                 | Prague 8                    |
| Prague 8                 | Prague-Březiněves           |
| Prague 8                 | Prague-Dolní Chabry         |
| Prague 8                 | Prague-Ďáblice              |
| Prague 9                 | Prague 9                    |
| Prague 10                | Prague 10                   |
| Prague 11                | Prague 11                   |
| Prague 11                | Prague-Křeslice             |
| Prague 11                | Prague-Šeberov              |
| Prague 11                | Prague-Újezd u Průhonic     |
| Prague 12                | Prague 12                   |
| Prague 12                | Prague-Libuš                |
| Prague 13                | Prague 13                   |
| Prague 13                | Prague-Řeporyje             |
| Prague 14                | Prague 14                   |
| Prague 14                | Prague-Dolní Počernice      |
| Prague 15                | Prague 15                   |
| Prague 15                | Prague-Dolní Měcholupy      |
| Prague 15                | Prague-Dubeč                |
| Prague 15                | Prague-Petrovice            |
| Prague 15                | Prague-Štěrboholy           |
| Prague 16                | Prague 16 (Radotín)         |
| Prague 16                | Prague-Lipence              |
| Prague 16                | Prague-Lochkov              |
| Prague 16                | Prague-Velká Chuchle        |
| Prague 16                | Prague-Zbraslav             |
| Prague 17                | Prague 17 (Řepy)            |
| Prague 17                | Prague-Zličín               |
| Prague 18                | Prague 18 (Letňany)         |
| Prague 18                | Prague-Čakovice             |
| Prague 19                | Prague 19 (Kbely)           |
| Prague 19                | Prague-Satalice             |
| Prague 19                | Prague-Vinoř                |
| Prague 20                | Prague 20 (Horní Počernice) |
| Prague 21                | Prague 21 (Újezd nad Lesy)  |
| Prague 21                | Prague-Běchovice            |
| Prague 21                | Prague-Klánovice            |
| Prague 21                | Prague-Koloděje             |
| Prague 22                | Prague 22 (Uhříněves)       |
| Prague 22                | Prague-Benice               |
| Prague 22                | Prague-Kolovraty            |
| Prague 22                | Prague-Královice            |
| Prague 22                | Prague-Nedvězí              |

Remarques :

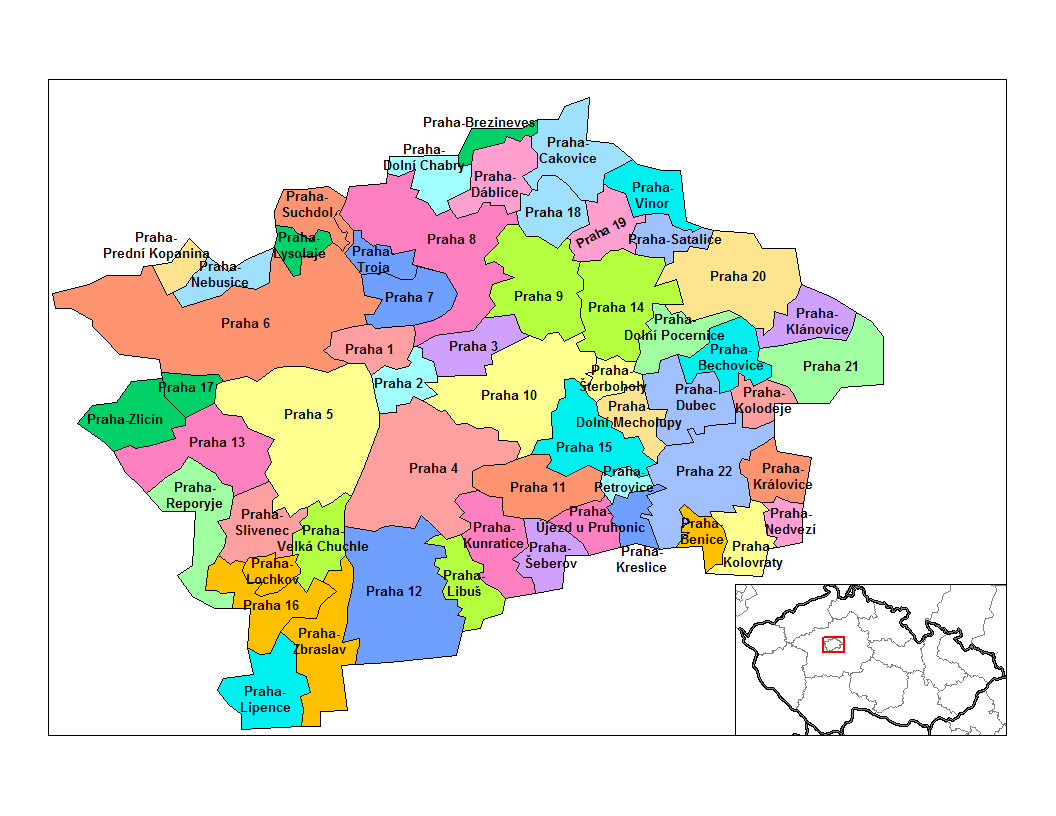
Districts municipaux de Prague

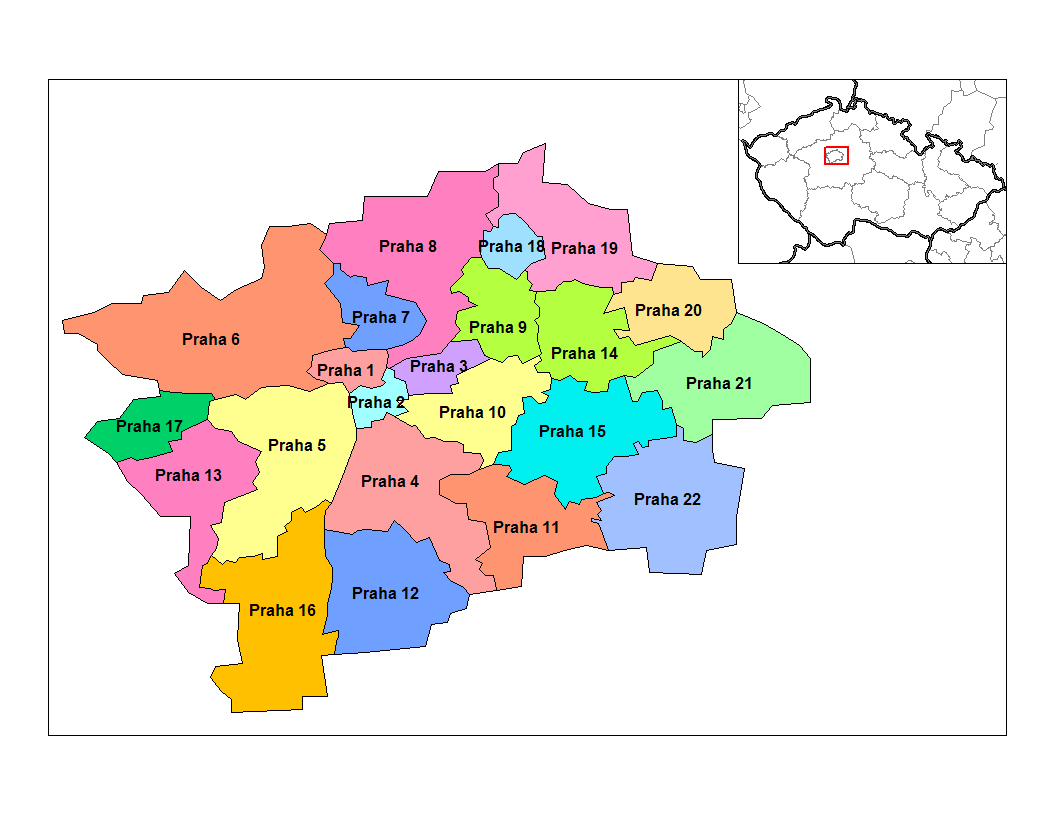
Districts administratifs de Prague (en 2007)

- en 2001, le gouvernement tchèque ordonna que tous les districts municipaux qui desservent les districts administratifs porteront le même nom que le district administratif. C'est pourquoi les districts municipaux de Radotín, Řepy, Letňany, Kbely, Horní Počernice, Újezd nad Lesy et Uhříněves s'appellent désormais Prague 16 à 22. Les anciens persistent en tant que nom des aires cadastrales.
- jusqu'en 2007, le district municipal de Prague-Čakovice faisait partie du district administratif de Prague 19. Depuis lors, il fait partie du district administratif de Prague 18.

## Liste des aires cadastrales

Carte des aires cadatrsales

| Aire cadastrale  | Année d'intégration à la ville de Prague                                                 | Districts municipaux                    |
| ---------------- | ---------------------------------------------------------------------------------------- | --------------------------------------- |
| Hradčany         | 1784                                                                                     | Prague 1, Prague 6                      |
| Malá Strana      | 1784                                                                                     | Prague 1, Prague 5                      |
| Nové Město       | 1784                                                                                     | Prague 1, Prague 2, Prague 8            |
| Staré Město      | 1784                                                                                     | Prague 1                                |
| Josefov          | 1854                                                                                     | Prague 1                                |
| Vyšehrad         | 1883                                                                                     | Prague 2                                |
| Holešovice       | 1884                                                                                     | Prague 7, Prague 1                      |
| Libeň            | 1901                                                                                     | Prague 8, Prague 9, Prague 7            |
| Bohnice          | 1922                                                                                     | Prague 8                                |
| Braník           | 1922                                                                                     | Prague 4                                |
| Břevnov          | 1922                                                                                     | Prague 6, Prague 5                      |
| Bubeneč          | 1922                                                                                     | Prague 7, Prague 6                      |
| Dejvice          | 1922                                                                                     | Prague 6                                |
| Hloubětín        | 1922                                                                                     | Prague 14, Prague 9                     |
| Hlubočepy        | 1922                                                                                     | Prague 5                                |
| Hodkovičky       | 1922                                                                                     | Prague 4                                |
| Hostivař         | 1922                                                                                     | Prague 15                               |
| Hrdlořezy        | 1922                                                                                     | Prague 9, Prague 10                     |
| Jinonice         | 1922                                                                                     | Prague 5, Prague 13                     |
| Karlín           | 1922                                                                                     | Prague 8                                |
| Kobylisy         | 1922                                                                                     | Prague 8                                |
| Košíře           | 1922                                                                                     | Prague 5                                |
| Krč              | 1922                                                                                     | Prague 4                                |
| Liboc            | 1922                                                                                     | Prague 6                                |
| Lhotka           | 1922                                                                                     | Prague 4                                |
| Malá Chuchle     | 1922                                                                                     | Velká Chuchle                           |
| Malešice         | 1922                                                                                     | Prague 10, Prague 9                     |
| Michle           | 1922                                                                                     | Prague 4, Prague 10                     |
| Motol            | 1922                                                                                     | Prague 5                                |
| Nusle            | 1922                                                                                     | Prague 4, Prague 2                      |
| Podolí           | 1922                                                                                     | Prague 4                                |
| Prosek           | 1922                                                                                     | Prague 9                                |
| Radlice          | 1922                                                                                     | Prague 5                                |
| Smíchov          | 1922                                                                                     | Prague 5                                |
| Sedlec           | 1922                                                                                     | Prague 6, Suchdol                       |
| Strašnice        | 1922                                                                                     | Prague 10, Prague 3                     |
| Střešovice       | 1922                                                                                     | Prague 6                                |
| Střížkov         | 1922                                                                                     | Prague 9, Prague 8                      |
| Troja            | 1922                                                                                     | Troja, Prague 7                         |
| Veleslavín       | 1922                                                                                     | Prague 6                                |
| Vinohrady        | 1922                                                                                     | Prague 2, Prague 3, Prague 10, Prague 1 |
| Vokovice         | 1922                                                                                     | Prague 6                                |
| Vršovice         | 1922                                                                                     | Prague 10, Prague 4                     |
| Vysočany         | 1922                                                                                     | Prague 9, Prague 3                      |
| Záběhlice        | 1922                                                                                     | Prague 10, Prague 4                     |
| Žižkov           | 1922                                                                                     | Prague 3, Prague 10                     |
| Čimice           | 1960                                                                                     | Prague 8                                |
| Ruzyně           | 1960                                                                                     | Prague 6                                |
| Ďáblice (čtvrť)  | 1960/68                                                                                  | Ďáblice                                 |
| Dolní Chabry     | 1960/68                                                                                  | Dolní Chabry                            |
| Holyně           | 1960/68                                                                                  | Slivenec                                |
| Kunratice        | 1960/68                                                                                  | Kunratice                               |
| Lysolaje         | 1960/68                                                                                  | Lysolaje                                |
| Řeporyje         | 1960/68/74                                                                               | Řeporyje, Prague 13                     |
| Čakovice         | 1968                                                                                     | Čakovice                                |
| Dolní Měcholupy  | 1968                                                                                     | Dolní Měcholupy, Dubeč                  |
| Horní Měcholupy  | 1968                                                                                     | Prague 15                               |
| Letňany          | 1968                                                                                     | Prague 18                               |
| Libuš            | 1968                                                                                     | Libuš                                   |
| Kbely            | 1968                                                                                     | Prague 19                               |
| Kyje             | 1968                                                                                     | Prague 14                               |
| Komořany         | 1968                                                                                     | Prague 12                               |
| Miškovice        | 1968                                                                                     | Čakovice                                |
| Modřany          | 1968                                                                                     | Prague 12                               |
| Nebušice         | 1968                                                                                     | Nebušice                                |
| Štěrboholy       | 1968                                                                                     | Štěrboholy                              |
| Třeboradice      | 1968                                                                                     | Čakovice                                |
| Velká Chuchle    | 1968                                                                                     | Velká Chuchle                           |
| Háje             | 1968/74                                                                                  | Prague 11                               |
| Petrovice        | 1968/74                                                                                  | Petrovice                               |
| Přední Kopanina  | 1968/74                                                                                  | Přední Kopanina                         |
| Běchovice        | 1974                                                                                     | Běchovice                               |
| Benice           | 1974                                                                                     | Benice                                  |
| Březiněves       | 1974                                                                                     | Březiněves                              |
| Dolní Počernice  | 1974                                                                                     | Dolní Počernice                         |
| Dubeč            | 1974                                                                                     | Dubeč                                   |
| Hájek            | 1974                                                                                     | Uhříněves                               |
| Horní Počernice  | 1974                                                                                     | Prague 20                               |
| Hostavice        | 1974                                                                                     | Prague 14                               |
| Chodov           | 1974                                                                                     | Prague 11                               |
| Cholupice        | 1974                                                                                     | Prague 12                               |
| Klánovice        | 1974                                                                                     | Klánovice                               |
| Královice        | 1974                                                                                     | Královice                               |
| Koloděje         | 1974                                                                                     | Koloděje                                |
| Kolovraty        | 1974                                                                                     | Kolovraty                               |
| Křeslice         | 1974                                                                                     | Křeslice                                |
| Lahovice         | 1974                                                                                     | Zbraslav                                |
| Lipany           | 1974                                                                                     | Kolovraty                               |
| Lipence          | 1974                                                                                     | Lipence                                 |
| Lochkov          | 1974                                                                                     | Lochkov                                 |
| Nedvězí          | 1974                                                                                     | Nedvězí                                 |
| Písnice          | 1974                                                                                     | Libuš                                   |
| Pitkovice        | 1974                                                                                     | Uhříněves, Křeslice                     |
| Radotín          | 1974                                                                                     | Radotín                                 |
| Řepy             | 1974                                                                                     | Prague 17, Prague 6                     |
| Satalice         | 1974                                                                                     | Satalice                                |
| Slivenec         | 1974                                                                                     | Slivenec                                |
| Sobín            | 1974                                                                                     | Zličín                                  |
| Stodůlky         | 1974                                                                                     | Prague 13, Řeporyje                     |
| Suchdol          | 1974                                                                                     | Suchdol                                 |
| Točná            | 1974                                                                                     | Prague 12                               |
| Třebonice        | 1974                                                                                     | Prague 13, Řeporyje, Zličín             |
| Uhříněves        | 1974                                                                                     | Uhříněves                               |
| Újezd nad Lesy   | 1974                                                                                     | Prague 21                               |
| Újezd u Průhonic | 1974                                                                                     | Újezd u Průhonice                       |
| Vinoř            | 1974                                                                                     | Vinoř                                   |
| Zadní Kopanina   | 1974                                                                                     | Řeporyje                                |
| Zbraslav         | 1974                                                                                     | Zbraslav                                |
| Zličín           | 1974                                                                                     | Zličín                                  |
| Černý Most       | 1988 (créé à partir de quartiers de Kyje, Hostavice, Dolní Počernice et Horní Počernice) | Prague 14                               |
| Kamýk            | 1989 (créé à partir de quartiers de Lhotka et Libuš)                                     | Prague 12                               |

Source : Kuča, Karl (2002). Města a městečka v Čechách, na Moravě a ve Slezsku Par-Pra (V. díl).  (ISBN 80-7277-039-X).
Outre ces 112 aires cadastrales, de nombreux autres quartiers et lotissements sont perçus comme des districts par la population, alors qu'ils ne constituent pas leur propre aire cadastrale. Par exemple : Barrandov, Spořilov, Sídliště Košík, Zahradní Město, Pankrác, Letná, Bubny, Zlíchov, Klíčov, Butovice, Klukovice, Kačerov, Jenerálka, Šárka (cs), Strahov, Chodovec, Litochleby, Dubeček, Lázeňka, Netluky, Zmrzlík, Cikánka, Kateřinky, Hrnčíře, Pitkovičky, Lahovičky, Dolní Černošice, Kazín, Závist, Baně, Strnady et beaucoup d'autres. Les plus grands "panelák" (complexe d'immeubles résidentiels de l'époque soviétique) sont Jižní Město ("ville du Sud"), Severní Město ("ville du Nord") et Jihozápadní Město ("ville du Sud-Ouest"), et tous constituent des lotissements. La plupart des lotissements de Prague planifiés dans les années 1960 à 1980 ont un nom incluant le mot tchèque sídliště, qui fait référence aux blocs de lotissements de l'après seconde-guerre mondiale. Enfin, beaucoup de noms ont pour origine les villages historiques situés aujourd'hui dans l'aire métropolitaine de Prague.

## Armoiries

Praga 1
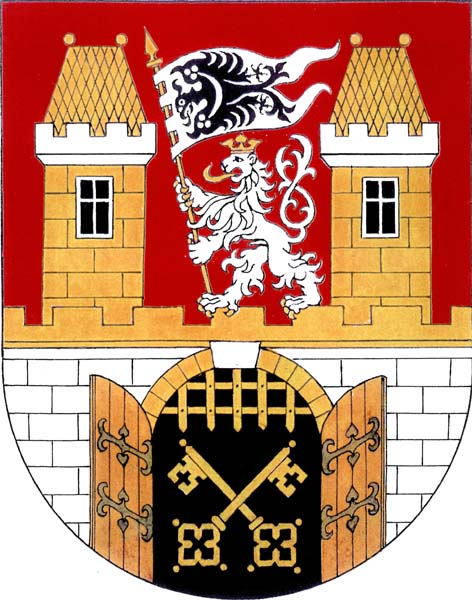
Praga 2
Praga 3
Praga 4
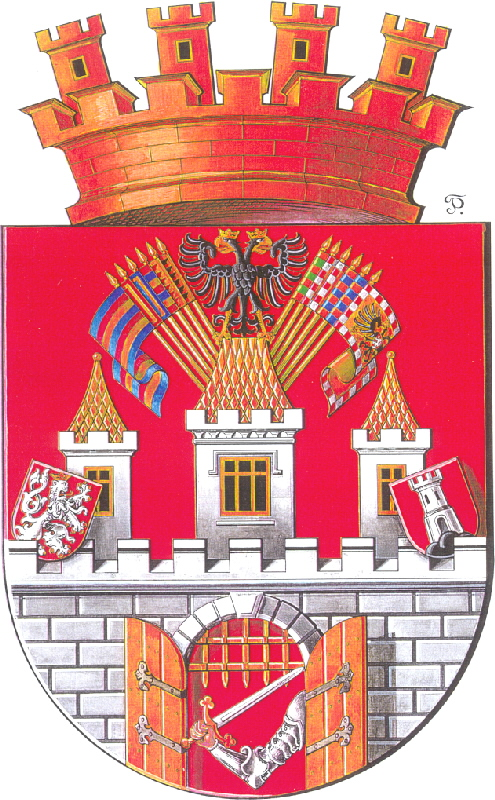
Praga 5
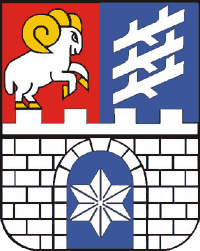
Praga 6
Praga 7
Praga 8
Praga 9
Praga 10
Praga 11
Praga 12
Praga 13
Praga 14
Praga 15
Praga 16
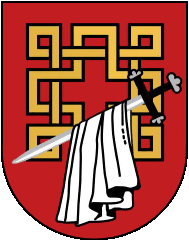
Praga 17
Praga 18
Praga 19
Praga 20
Praga 21
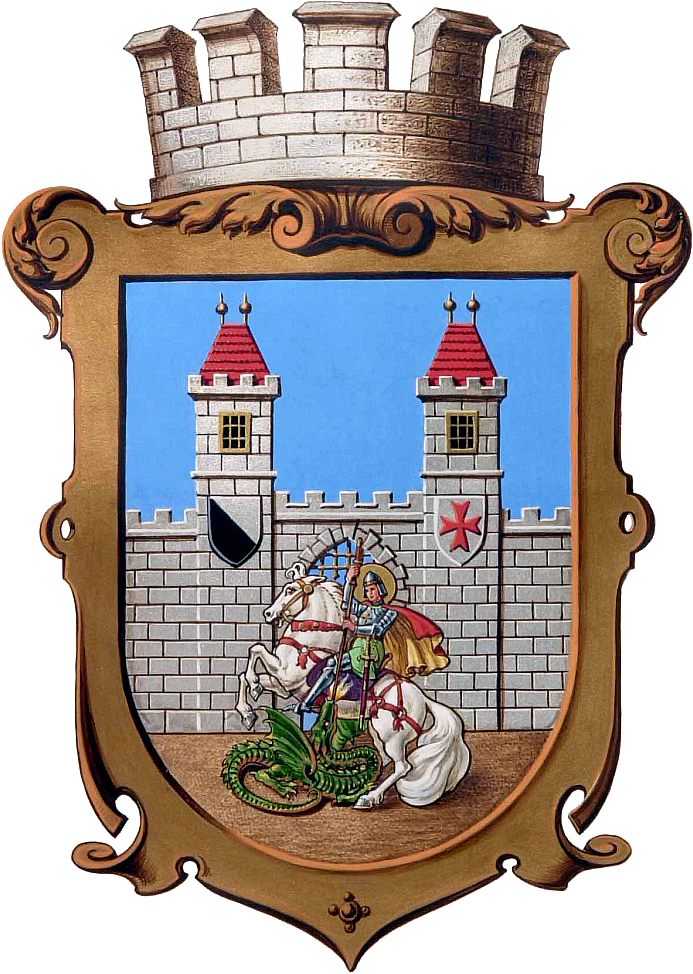
Praga 22